# Rivière à l'Eau Claire (baie d'Hudson)
Pour les articles homonymes, voir Eau Claire et Lac à l'Eau Claire.
La rivière à l'Eau Claire est un cours d'eau se déversant sur le littoral Est du lac Tasiujaq (jadis désigné lac Guillaume-Delisle), lequel se déverse dans la baie d'Hudson. La rivière à l'Eau Claire est situé au Nunavik, dans l'ouest de la péninsule du Labrador, dans la région administrative du Nord-du-Québec, au Québec, au Canada.

## Géographie
Les bassins versants voisins de la rivière à l'Eau Claire sont :
- côté nord : rivière du Nord, rivière Nastapoka ;
- côté est : lac Wiyâshâkimî, lacs des Loups Marins, Petit lac des Loups Marins ;
- côté sud : rivière De Troyes, Petite rivière de la Baleine ;
- côté ouest : lac Tasiujaq, baie d'Hudson.

La rivière à l'Eau Claire prend sa source au lac Wiyâshâkimî (longueur : 69 km ; largeur : 36 km ; altitude : 235 m). L'embouchure du lac à l'Eau Claire est située sur son littoral ouest, au sud de la baie Kapakwach Iyatiwakami, au nord du hameau Awikwataukach, derrière un archipel de petites îles, près de l'île Atkinson. Un autre archipel sépare le lac en deux parties.
La colline Achakaskutach est situé du côté nord du lac. Les principaux plans d'eau autour du lac Wiyâshâkimî sont :
- côté nord : lacs Ichikami et Michisu Ustikwan ;
- côté est : lacs des Loups Marins, lac Nipischi, Donat, Bonat, Lussay et Rousselin ;
- côté sud : lacs Colquhoun, Quereur, Lamain, Girardy ;
- côté ouest : lac Natwakami.

Le ruisseau Kauskatikakamastikw se déverse dans le lac Wiyâshâkimî par le sud-est.
La rivière à l'Eau Claire coule vers l'ouest sur environ 70 km au travers d'une zone où les nombreux cours d'eau semblent entremêlés. La rivière se déverse sur les bâtures de la rive sud-est du lac Tasiujaq, à 4,1 km au nord-ouest de l'embouchure de la rivière De Troyes et à 43,7 km de l'embouchure de la rivière du Nord. L'embouchure de la rivière est située face à l'île Cairn. Le courant de la rivière à l'Eau Clair traverse la partie sud du lac Tasiujaq sur 35 km vers l'ouest, jusqu'à son embouchure.
Le lac Tasiujaq comporte du côté sud-ouest un chenal étroit d'environ 5 km de long nommé « Le Goulet » qui le relie à la baie d'Hudson, soit face à l'île Bélanger. Le littoral nord du chenal comporte un sommet de 326 m comparativement à un sommet de 442 m du côté sud.
Le bassin versant de la rivière couvre 4 766 km2.
Le lac Tasiujaq et le lac Wiyâshâkimî font partie du parc national Tursujuq. Couvrant une superficie de 26 106,7 km2, ce parc a été créé a officiellement en 2012, à la suite d'une annonce du ministre de l'Environnement, de la Faune et des Parcs du Québec.